# 郭秀仪
郭秀仪（1911年5月2日—2006年11月16日），廣東香山（今中山市）人，生於上海，中国爱国民主人士、社会活动家、妇女运动的先行者。她是爱国将领、政治活动家、中国农工民主党的创始人和领导人之一黄琪翔将军的夫人和亲密战友。

## 生平

### 抗日戰爭
抗日战争爆发后，她积极投身抗战事业。在日军铁蹄下，无数儿童亲人被害，无家可归，处境凄惨。1938年郭秀仪与宋美龄、邓颖超等各界知名人士创建并领导了“中国战时儿童保育会” 及“妇女抗日救国委员会”，拯救、收容和培育了战争难童三万余名。郭秀仪是保育会的常务理事,并担任经济委员会副主任兼征募部副部长。保育会成立后，在武汉掀起了颇有声势的为拯救难童募捐的活动。郭秀仪亲自主持汉口的献金台，到街头募捐。除了向社会募捐外，她还把自己积蓄的2万余元捐献出来，并负担了442名难童的长年生活费用，每个难童每年生活费约60元。当时郭秀仪的募款额位居第二，仅次于宋美龄。
1939年，黄琪翔将军任第十一集团军总司令时，她身为司令部妇女工作队队长，亲自率领随军家属在枪林弹雨中抢救伤员、慰劳战士。抗战胜利后，郭秀仪和黄琪翔双双荣获抗战胜利勋章。1995年9月，抗战胜利50周年纪念活动中，她是百名荣膺“抗日老战士”中三位女战士之一。

## 中华人民共和国成立后
郭秀仪在文化大革命中虽深受凌辱，仍坚强不屈，坚信黑暗即将过去、真理终会战胜邪恶。
改革开放后，郭秀仪致力於祖国的和平统一，历任中国人民政治协商会议全国委员会委员、常务委员，中国农工民主党中央名誉副主席、咨监委员会代主席， 全国妇联执委，中国和平统一促进会常务理事，北京齐白石艺术研究会副会长，中华海外联谊会理事。是第五届全国政协委员，第六、七、八届全国政协常委。郭秀仪的相片被收录于《巾帼英雄（四）》纪念邮册。

### 师从国画大师齐白石

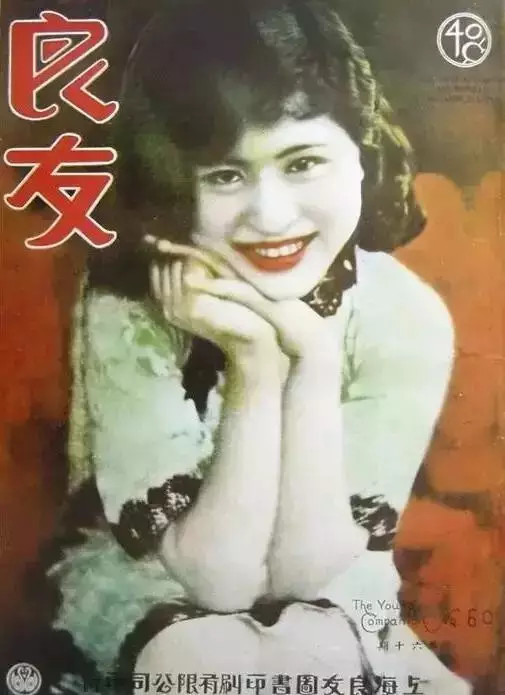
郭秀仪

1950年后，郭秀仪师从国画大师齐白石，追随齐师杖履，侍奉笔砚达 6 年之久。除专注领悟齐派精髓， 苦练大师技法外， 还善于博采名家之长， 向溥雪斋学兰石， 从王雪涛习花卉， 并常与胡絜青， 娄师白切磋研讨画技， 多有合绘之作。 郭秀仪天资聪慧加之后天勤奋，故进益颇快。她笔下的人物、山水、禽鸟、走兽、鱼虾、花卉能得齐翁之奥妙,栩栩如生，既有灵气又富创意，深得恩师之喜爱赞赏。
郭秀仪曾任北京齐白石研究会副会长。画作收录於“毛泽东珍藏名家画集”及“中南海珍藏绘画精品选”。2001年在中国美术馆和其弟子一起举办“新世纪迎新春”画展。
2007年12月“郭秀仪画册”出版。 画册收有郭秀仪画作120余幅，其中齐白石题字的有60余幅。  有与齐白石、 徐悲鸿、 宋美龄、 邓颖超、 胡絜青等人合影的珍贵历史照片, 齐白石、 陈立夫、张仃、宗德路等人的题字， 齐白石、娄师白、 郭秀仪篆刻的印章。